# Fighting Illini de l'Illinois
Les Fighting Illini de l'Illinois (en anglais : Illinois Fighting Illini) sont un club omnisports universitaire de l'université de l'Illinois à Urbana-Champaign. Les équipes des Fighting Illini participent aux compétitions universitaires organisées par la National Collegiate Athletic Association.
L'université est membre de la Big Ten Conference.
La plus fameuse équipe des Fighting Illini est celle de football américain qui revendique quatre titres nationaux (1914, 1919, 1923, 1927) et trois Rose Bowl (1946, 1951, 1963). La présente page est ainsi principalement dédiée au traitement du football américain au sein de l'université.
Les basketteurs ont participé cinq fois au Final Four : 1949, 1951, 1952, 1989 et 2005.
Les gymnastes masculins comptent dix titres nationaux NCAA (1939, 1940, 1941, 1942, 1950, 1955, 1956, 1958, 1959 et 1989), les athlètes féminines en ont remporté cinq (1921, 1927, 1944, 1946 et 1947), et les joueurs de tennis masculins un (2003).
Parmi les anciens athlètes notables de l'université, citons Lou Boudreau (baseball), George Halas, Red Grange, Ray Nitschke et Dick Butkus (football américain) notamment.

## Sports représentés
| Hommes (10)             | Femmes (11)             |
| ----------------------- | ----------------------- |
| Athlétisme en plein air | Athlétisme en plein air |
| Athlétisme en salle     | Athlétisme en salle     |
| Baseball                | Basketball              |
| Basketball              | Cross country           |
| Cross country           | Football (soccer)       |
| Football américain      | Golf                    |
| Golf                    | Gymnastique             |
| Gymnastique             | Natation + plongeon     |
| Lutte                   | Softball                |
| Tennis                  | Tennis                  |
|                         | Volley-ball             |

## Football américain

### Descriptif en début de saison 2025
- Couleurs :   (orange et bleu)

- Dirigeants :
  - Directeur sportif : Josh Whitman (en)
  - Entraîneur principal : Bret Bielema (en), 5e saison, bilan : 28 - 22  (56 %)

- Stade
  - Nom : Memorial Stadium
  - Capacité : 60 670
  - Surface de jeu : pelouse artificielle (Fieldturf)
  - Lieu : Champaign, Illinois

- Conférence :
  - Actuelle : Big Ten Conference, Division  (depuis ...)
  - Ancienne : 
    - Indépendants (1879–1891)
    - Intercollegiate Athletic Association of the Northwest (1892–1893)
    - Western Athletic Conference (1980–1998)

- Internet :
  - Nom site Web : .com
  - URL : https://

- Bilan des matchs :
  - Victoires : 645 (50,8 %)
  - Défaites : 625–50
  - Nuls : 50

- Bilan des Bowls :
  - Victoires : 9 (42,9 %)
  - Défaites : 10

- College Football Playoff : -

- Titres :
  - Titres nationaux : 0

Titres nationaux réclamés : 5 (1914, 1919, 1923, 1927, 1951)
- - Titres de conférence : 15 (1910, 1914, 1915, 1918, 1919, 1923, 1927, 1928, 1946, 1951, 1953, 1963, 1983, 1990, 2001)

- Joueurs :
  - Vainqueurs du Trophée Heisman : 0
  - Sélectionnés All-American : 27

- Hymne : Illinois Loyalty, Oskee Wow-Wow
- Mascotte : -
- Fanfare : Marching Illini
- Manufacturier : Nike

- Rivalités :
  - Hoosiers de l'Indiana - rivalité (en))
  - Wolverines du Michigan - rivalité (en)
  - Tigers du Missouri - rivalité (en)
  - Wildcats de Northwestern - rivalité (en)
  - Buckeyes d'Ohio State - rivalité (en)
  - Boilermakers de Purdue - rivalité (en)

## Histoire

### Palmarès
Titres nationaux :
Le programme de football américain de l'Illinois a été désigné vainqueur du titre national au terme de cinq saisons (1914, 1919, 1923, 1927, 1951) par des agences majeures de sélection lesquelles utilisaient des algorithmes mathématiques,. Illinois réclame le titre de champion national pour ces cinq saisons
Presque tous les titres de football américain universitaire avant 1928 ont été décernés de façon rétrospective (accordés des années ou des décennies plus tard) et c'est le cas pour Illinois. La sélection du champion de façon moderne (au consensus) a commencé en 1950.
Les Fighting Illini n'ont jamais terminé classé no 1 des classements AP et Coache's.
| Saisons | Entraîneurs | Agences | Bilan | Bowl              | Cl. AP | Cl. Coache's |
| ------- | ----------- | --- | ----- | ----------------- | ------ | ------------ |
| 1914    | Bob Zuppke  | Billingsley Report (co-champions), Parke H. Davis (co-champions) | 7–0   |                   | –      | –            |
| 1919    | Bob Zuppke  | Billingsley, Boand System, Football Researchers, Parke Davis, Jeff Sagarin (co-champions sauf pour Boand)                                                             | 6–1   |                   | –      | –            |
| 1923    | Bob Zuppke  | Berryman QPRS, Boand, Football Researchers, Helms Athletic Foundation National Championship FoundationParke Davis, Sagarin (pour Berryman, NCF, Sagarin co-champions) | 8–0   |                   | –      | –            |
| 1927    | Bob Zuppke  | Billingsley, Dickinson System, Helms, National Championship Foundation, Parke Davis                                                                                   | 7–0–1 |                   | –      | –            |
| 1951    | Ray Eliot   | Boand (co-champion) | 9–0–1 | G, Rose Bowl 1952 | #4     | #3           |
Titres de conférence :
Illinois a remporte 15 titres de conférence dont sept partagés (†) :
| Saison | Conférence         | Entraîneur    | Bilan  | Bilan |
| ------ | ------------------ | ------------- | ------ | ----- |
| Saison | Conférence         | Entraîneur    | Global | Conf. |
| 1910†  | Western Conference | Arthur Hall   | 4–0    | 7–0   |
| 1914   | Western Conference | Bob Zuppke    | 6–0    | 7–0   |
| 1915†  | Western Conference | Bob Zuppke    | 3–0–2  | 5–0–2 |
| 1918†  | Western Conference | Bob Zuppke    | 4–0    | 5–2   |
| 1919   | Western Conference | Bob Zuppke    | 6–1    | 6–1   |
| 1923†  | Western Conference | Bob Zuppke    | 5–0    | 8–0   |
| 1927†  | Western Conference | Bob Zuppke    | 5–0    | 7–0–1 |
| 1928   | Western Conference | Bob Zuppke    | 4–1    | 7–1   |
| 1946   | Western Conference | Ray Eliot     | 6–1    | 8–2   |
| 1951   | Big Ten Conference | Ray Eliot     | 5–0–1  | 9–0–1 |
| 1953†  | Big Ten Conference | Ray Eliot     | 5–1    | 7–1–1 |
| 1963   | Big Ten Conference | Pete Elliott  | 5–1–1  | 8–1–1 |
| 1983   | Big Ten Conference | Mike White    | 9–0    | 10–2  |
| 1990†  | Big Ten Conference | John Mackovic | 6–2    | 8–4   |
| 2001   | Big Ten Conference | Ron Turner    | 7–1    | 10–2  |

### Bowls
Le programme de football américain de l'Illinois a disputé 21 bowls et en a gagné neuf dont trois Rose Bowl (1947, 1952, 1964) :
| Saisons | Entraîneurs    | Bowls                | Adversaires       | Résultats |
| ------- | -------------- | -------------------- | ----------------- | --------- |
| 1946    | Ray Eliot      | Rose Bowl            | UCLA              | G, 45–14  |
| 1951    | Ray Eliot      | Rose Bowl            | Stanford          | G, 40–7   |
| 1963    | Pete Elliott   | Rose Bowl            | Washington        | G, 17–7   |
| 1982    | Mike White     | Liberty Bowl         | Alabama           | P, 15–21  |
| 1983    | Mike White     | Rose Bowl            | UCLA              | P, 9–45   |
| 1985    | Mike White     | Peach Bowl           | Army              | P, 29–31  |
| 1988    | John Mackovic  | All-American Bowl    | Floride           | P, 10–14  |
| 1989    | John Mackovic  | Florida Citrus Bowl  | Virginia          | G, 31–21  |
| 1990    | John Mackovic  | Hall of Fame Bowl    | Clemson           | P, 0–30   |
| 1991    | Lou Tepper     | John Hancock Bowl    | UCLA              | P, 3–6    |
| 1992    | Lou Tepper     | Holiday Bowl         | Hawai             | P, 17–27  |
| 1994    | Lou Tepper     | Liberty Bowl         | East Carolina     | G, 30–0   |
| 1999    | Ron Turner     | MicronPC.com Bowl    | Virginia          | G, 63–21  |
| 2001    | Ron Turner     | Sugar Bowl           | LSU               | P, 34–47  |
| 2007    | Ron Zook       | Rose Bowl            | USC               | P, 17–49  |
| 2010    | Ron Zook       | Texas Bowl           | Baylor            | G, 38–14  |
| 2011    | Vic Koenning † | Fight Hunger Bowl    | UCLA              | G, 20–14  |
| 2014    | Tim Beckman    | Heart of Dallas Bowl | Louisiana Tech    | P, 18–35  |
| 2019    | Lovie Smith    | Redbox Bowl          | California        | P, 20–35  |
| 2022    | Bret Bielema   | ReliaQuest Bowl      | Mississippi State | P, 10–19  |
| 2024    | Bret Bielema   | Citrus Bowl          | South Carolina    | G, 21–17  |

† Intérim

### Entraîneurs
Illinois a connu 27 entraineurs principaux depuis la saison 1890 dont cinq ont été intronisés au College Football Hall of Fame (†) :
| Rang | Nom                         | Période         | Saisons régulières | Saisons régulières | Saisons régulières | Saisons régulières | Saisons régulières | Finales de conférence | Finales de conférence | Finales de conférence | Finales de conférence | Bowls | Bowls | Bowls | Titres | Titres | Titres                     | Trophées, récompenses |
| ---- | --------------------------- | --------------- | ------------------ | ------------------ | ------------------ | ------------------ | ------------------ | --------------------- | --------------------- | --------------------- | --------------------- | ----- | ----- | ----- | ------ | ------ | -------------------------- | --------------------- |
| Rang | Nom                         | Période         | Nb.                | V                  | D                  | N                  | %                  | V                     | D                     | N                     | %                     | V     | D     | N     | Div.   | Conf.  | NCAA                       | Trophées, récompenses |
| 1    | Scott Williams              | 1890            | 3                  | 1                  | 2                  | 0                  | 33,3               | —                     | —                     | —                     | —                     | —     | —     | —     | —      | —      | 0                          | —                     |
| 2    | Robert Lackey               | 1891            | 6                  | 5                  | 1                  | 0                  | 83,3               | —                     | —                     | —                     | —                     | —     | —     | —     | —      | —      | 0                          | —                     |
| 3    | Edward K. Hall†             | 1892–1893       | 22                 | 12                 | 6                  | 4                  | 63,6               | —                     | —                     | —                     | —                     | —     | —     | —     | —      | —      | 0                          | —                     |
| 4    | Louis Vail                  | 1894            | 8                  | 4                  | 4                  | 0                  | 50,0               | —                     | —                     | —                     | —                     | —     | —     | —     | —      | —      | 0                          | —                     |
| 5    | George Huff                 | 1895–1899       | 40                 | 21                 | 16                 | 3                  | 56,3               | 2                     | 7                     | 1                     | 25,0                  | —     | —     | —     | —      | 0      | 0                          | —                     |
| 6    | Fred L. Smith               | 1900            | 12                 | 7                  | 3                  | 2                  | 66,7               | 1                     | 3                     | 2                     | 33,3                  | —     | —     | —     | —      | 0      | 0                          | —                     |
| 7    | Edgar Holt                  | 1901–1902       | 23                 | 18                 | 4                  | 1                  | 80,4               | 8                     | 4                     | 0                     | 66,7                  | —     | —     | —     | —      | 0      | 0                          | —                     |
| 8    | George Washington Woodruff† | 1903            | 14                 | 8                  | 6                  | 1                  | 57,1               | 1                     | 5                     | 0                     | 16,7                  | —     | —     | —     | —      | 0      | 0                          | —                     |
| 9    | Clyde Mathews               | 1904            | 12                 | 9                  | 2                  | 1                  | 79,2               | 3                     | 1                     | 1                     | 70,0                  | —     | —     | —     | —      | 0      | 0                          | —                     |
| 10   | Fred Lowenthal              | 1904–1905       | 21                 | 14                 | 6                  | 1                  | 69,0               | 3                     | 4                     | 1                     | 43,8                  | —     | —     | —     | —      | 0      | 0                          | —                     |
| 11   | Justa Lindgren              | 1904, 1906      | 17                 | 10                 | 5                  | 2                  | 64,7               | 4                     | 4                     | 1                     | 50,0                  | —     | —     | —     | —      | 0      | 0                          | —                     |
| 12   | Arthur R. Hall              | 1904, 1907–1912 | 52                 | 36                 | 12                 | 4                  | 73,1               | 20                    | 10                    | 3                     | 65,2                  | —     | —     | —     | —      | 1      | 0                          | —                     |
| 13   | Robert Zuppke†              | 1913–1941       | 224                | 131                | 81                 | 12                 | 61,2               | 76                    | 66                    | 8                     | 53,3                  | —     | —     | —     | —      | 7      | 4 (1914, 1919, 1923, 1927) | —                     |
| 14   | Ray Eliot                   | 1942–1959       | 167                | 83                 | 73                 | 11                 | 53,0               | 54                    | 55                    | 7                     | 49,6                  | 2     | 0     | 0     | —      | 3      | 1 (1951)                   | —                     |
| 15   | Pete Elliott†               | 1960–1966       | 66                 | 31                 | 34                 | 1                  | 47,7               | 22                    | 26                    | 1                     | 45,9                  | 1     | 0     | 0     | —      | 1      | 0                          | —                     |
| 16   | Jim Valek                   | 1967–1970       | 40                 | 8                  | 32                 | 0                  | 20,0               | 5                     | 23                    | 0                     | 17,9                  | 0     | 0     | 0     | —      | 0      | 0                          | —                     |
| 17   | Bob Blackman†               | 1971–1976       | 66                 | 29                 | 36                 | 1                  | 44,7               | 24                    | 23                    | 1                     | 51,0                  | 0     | 0     | 0     | —      | 0      | 0                          | —                     |
| 18   | Gary Moeller                | 1977–1979       | 33                 | 6                  | 24                 | 3                  | 22,7               | 3                     | 18                    | 3                     | 18,8                  | 0     | 0     | 0     | —      | 0      | 0                          | —                     |
| 19   | Mike White                  | 1980–1987       | 91                 | 47                 | 41                 | 3                  | 53,3               | 40                    | 26                    | 2                     | 60,3                  | 0     | 3     | 0     | —      | 1      | 0                          | —                     |
| 20   | John Mackovic               | 1988–1991       | 47                 | 30                 | 16                 | 1                  | 64,9               | 22                    | 9                     | 1                     | 70,3                  | 1     | 2     | 0     | —      | 1      | 0                          | —                     |
| 21   | Lou Tepper                  | 1991–1996       | 58                 | 25                 | 31                 | 2                  | 44,8               | 17                    | 21                    | 2                     | 45,0                  | 1     | 2     | 0     | —      | 0      | 0                          | —                     |
| 22   | Ron Turner                  | 1997–2004       | 92                 | 35                 | 57                 | —                  | 38,0               | 20                    | 44                    | —                     | 31,3                  | 1     | 1     | —     | —      | 1      | 0                          | —                     |
| 23   | Ron Zook                    | 2005–2011       | 85                 | 34                 | 51                 | —                  | 40,0               | 18                    | 38                    | —                     | 32,1                  | 1     | 1     | —     | 0      | 0      | 0                          | —                     |
| Int. | Vic Koenning                | 2011            | 1                  | 1                  | 0                  | —                  | 100                | 0                     | 0                     | —                     | —                     | 1     | 0     | —     | 0      | 0      | 0                          | —                     |
| 24   | Tim Beckman                 | 2012–2014       | 37                 | 12                 | 25                 | —                  | 32,4               | 4                     | 20                    | —                     | 16,7                  | 1     | 0     | —     | 0      | 0      | 0                          | —                     |
| 25   | Bill Cubit                  | 2015            | 12                 | 5                  | 7                  | —                  | 41,7               | 2                     | 6                     | —                     | 25,0                  | 0     | 0     | —     | 0      | 0      | 0                          | —                     |
| 26   | Lovie Smith                 | 2016–2020       | 56                 | 17                 | 39                 | —                  | 30,4               | 10                    | 33                    | —                     | 23,3                  | 0     | 1     | —     | 0      | 0      | 0                          | —                     |
| Int. | Rod Smith                   | 2020            | 1                  | 0                  | 1                  | —                  | 00,0               | 0                     | 1                     | —                     | 00,0                  | 0     | 0     | —     | 0      | 0      | 0                          | —                     |
| 27   | Bret Bielema                | Depuis 2021     | 50                 | 28                 | 22                 | —                  | 56,0               | 18                    | 18                    | —                     | 50,0                  | 1     | 1     | —     | 0      | 0      | 0                          | —                     |

### Récompenses individuelles

#### Joueurs
| - Sporting News Player of the Year - Dick Butkus – 1964 - Jim Grabowski – 1965 - Sammy Baugh Trophy - Jeff George – 1989 - Dick Butkus Award - Dana Howard – 1994 - Kevin Hardy – 1995 - Ted Hendricks Award - Whitney Mercilus – 2011 - CFPA National Defensive Performer of the Year - Whitney Mercilus – 2011 - CFPA Running Back Trophy - Mikel Leshoure – 2010 - Finalistes du trophée Heisman - Buddy Young – 1944... 5th - Bill Burrell – 1959... 4th - Dick Butkus – 1964... 3rd - Jim Grabowski – 1965... 3rd - Tony Eason – 1982... 8th | - MVP du Rose Bowl - George Halas – 1919 - Buddy Young – 1946 - Julius Rykovich – 1946 - Bill Tate – 1951 - Jim Grabowski – 1964 - Chicago Tribune Silver Football (en) - Red Grange – 1924 - Alex Agase – 1946 - Bill Burrell – 1959 - Dick Butkus – 1963 - Jim Grabowski – 1965 - Don Thorp – 1983 - Rashard Mendenhall – 2007 - Meilleur joueur défensif de la saison en Big Ten Conference - Moe Gardner – 1990 - Darrick Brownlow – 1990 - Dana Howard – 1993 et 1994 - Johnny Newton - 2023 | - Freshman de la saison en Big Ten Conference - Simeon Rice – 1992 - Arrelious Benn – 2007 - Defensive lineman de la saison en Big Ten Conference - Moe Gardner – 1989 - Simeon Rice – 1994 |

#### Entraineurs
- Walter Camp Coach of the Year Award (en)
  - Mike White – 1983

- Liberty Mutual Coach of the Year Award (en)
  - Ron Zook – 2007

- Entraîneur de la saison en Big Ten Conference
  - Mike White – 1983
  - John Mackovic – 1988 & 1989
  - Ron Turner – 2001
  - Ron Zook – 2007

### Numéros retirés
Illinois a retiré deux numéro de maillots :
| N° | Nom         | Poste             | Saisons   | Réf.  |
| -- | ----------- | ----------------- | --------- | ----- |
| 50 | Dick Butkus | Centre/Linebacker | 1962–1964 | [ 7 ] |
| 77 | Red Grange  | Halfback          | 1923–1925 | [ 8 ] |

### Illinis au College Football Hall of Fame
En fin de saison 2024, Illinois compte 13 joueurs et 4 entraîneurs principaux intronisés au College Football Hall of Fame :
| Nom                  | Saisons         | Poste                | Année d'intronisation |
| -------------------- | --------------- | -------------------- | --------------------- |
| Red Grange           | 1923–1925       | Halfback             | 1951                  |
| Edward K. Hall       | 1892–1893       | Entraîneur principal | 1951                  |
| Robert Zuppke        | 1913–1941       | Entraîneur principal | 1951                  |
| Alex Agase           | 1941–1942; 1946 | Garde                | 1963                  |
| George Woodruff      | 1903            | Entraîneur principal | 1963                  |
| Chuck Carney         | 1918–1921       | End                  | 1966                  |
| Claude "Buddy" Young | 1944, 1946      | Halfback             | 1968                  |
| Bart Macomber        | 1914–1916       | Halfback             | 1972                  |
| J.C. Caroline        | 1953–1954       | Halfback             | 1980                  |
| Bernie Shively       | 1924–1926       | Garde                | 1982                  |
| Dick Butkus          | 1962–1964       | Linebacker           | 1983                  |
| Bob Blackman         | 1971–1976       | Entraîneur principal | 1987                  |
| Jim Grabowski        | 1963–1965       | Fullback             | 1995                  |
| Al Brosky            | 1950–1952       | Safety               | 1998                  |
| David Williams       | 1983–1985       | Garde                | 2005                  |
| Dana Howard          | 1991-1994       | Linebacker           | 2018                  |
| Moe Gardner          | 1987-1990       | Defensive tackle     | 2022                  |

### Illinis au Pro Football Hall of Fame
| Nom                    | Poste                                   | Année d'intronisation |
| ---------------------- | --------------------------------------- | --------------------- |
| Red Grange             | Halfback                                | 1963                  |
| George Halas           | End                                     | 1963                  |
| Hugh "Shorty" Ray (en) | Superviseur et conseiller technique NFL | 1966                  |
| Ray Nitschke           | Linebacker                              | 1978                  |
| Dick Butkus            | Linebacker                              | 1979                  |
| Bobby Mitchell (en)    | Halfback                                | 1983                  |

### Rivalités
| Équipe rivale            | Surnom de la rivalité    | Trophée de la rivalité                                                | Bilan du Fighting Illini | Bilan du Fighting Illini | Bilan du Fighting Illini | Bilan du Fighting Illini | Bilan du Fighting Illini | Bilan du Fighting Illini | Premier match | Dernier match |
| ------------------------ | ------------------------ | --------------------------------------------------------------------- | ------------------------ | ------------------------ | ------------------------ | ------------------------ | ------------------------ | ------------------------ | ------------- | ------------- |
| Équipe rivale            | Surnom de la rivalité    | Trophée de la rivalité                                                | Nb.                      | V.                       | D.                       | N.                       | A.                       | %                        | Premier match | Dernier match |
| Hoosiers de l'Indiana    | Page de la rivalité (en) | -                                                                     | 73                       | 46                       | 25                       | 2                        | 0                        | 63,0                     | 1899          | 2033          |
| Wolverines du Michigan   | Page de la rivalité (en) | -                                                                     | 98                       | 24                       | 72                       | 2                        | 0                        | 24,5                     | 1898          | 2024          |
| Tigers du Missouri       | Arch Rivalry (en)        | -                                                                     | 24                       | 7                        | 17                       | 0                        | 0                        | 29,2                     | 1896          | 2010          |
| Wildcats de Northwestern | Page de la rivalité (en) | Land of Lincoln Trophy (depuis 2009) Sweet Sioux Tomahawk (1945-2008) | 118                      | 58                       | 55                       | 5                        | 0                        | 49,2                     | 1892          | 2024          |
| Buckeyes d'Ohio State    | Battle for Illibuck (en) | Illibuck                                                              | 103                      | 30                       | 68                       | 4                        | 1                        | 29,1                     | 1902          | 2017          |
| Boilermakers de Purdue   | Page de la rivalité (en) | Purdue Cannon                                                         | 100                      | 46                       | 48                       | 6                        | 0                        | 46,0                     | 1890          | 2024          |

- Hoosiers de l'Indiana

Bien que moins intense que la rivalité de basket-ball masculin entre les deux universités, la rivalité en football américain entre Illinois et Indiana remonte à 1899 et a été jouée 73 fois,.  Lorsque la Big Ten s'est divisée en deux divisions non géographiques en 2011, les Fighting Illini et les Hoosiers ont été placés dans la division « Leaders », ce qui leur assurait une rencontre annuelle. Cependant, lorsque le Big Ten a opté pour un format divisionnaire basé sur la géographie trois ans plus tard, Illinois a été placé dans la division « West » avec l'Indiana placé dans la division « East », rendant à nouveau la série intermittente,.
- Wolverines du Michigan

La rivalité entre Illinois et Michigan a été marquées par des matchs fous, des surprises et des tensions entre les deux universités et leurs supporters. Le premier match a eu lieu en 1898 à Détroit, remporté par les Wolverines 12-5. Les deux équipes se sont ensuite affrontées pendant 73 années consécutives, de 1924 à 1996. Lors de leur dernière rencontre en 2024, l'Illinois s'est imposé 21-7 à Champaign. Michigan domine largement la série.
- Tigers du Missouri

Surnommée Arch Rivalry (en), la rivalité entre Illinois et Missouri s'inspire de la très ancienne rivalité de basket-ball entre les deux universités et suscite un vif intérêt autour de Saint-Louis, les deux établissements comptant des anciens élèves et des supporters dans la région. Elle n'a pas été disputée chaque année : 24 confrontations ont eu lieu entre 1896 et 2010. Entre 2000 et 2010, les deux universités se sont rencontrées à Saint-Louis à six reprises, le Missouri remportant les six matchs. En 2026, la série sera reconduite pour une période de quatre ans, alternativement sur les campus.
- Wildcats de Northwestern

Northwestern est le rival le plus populaire et le plus important d'Illinois. La série a débuté en 1892, les deux équipes s'étant affrontées 112 fois. Un trophée est remis pour un an à l'équipe gagnante du match de rivalité depuis 1947. Il s'agissait tout d'abord du Sweet Sioux Tomahawk remis jusqu'en 2008. Il a été remplacé depuis 2009 par le Land of Lincoln Trophy en 2009. Les Fighting Illini ont connu des périodes de domination dans la série, remportant notamment 11 des 12 rencontres entre 1908 et 1928,.
- Buckeyes d'Ohio State

La rivalité avec Ohio State remonte à 1902. L'Illibuck (en), un trophée en bois sculpté représentant une tortue, témoigne de sa longévité. Il s'agit du deuxième plus ancien trophée décerné lors d'un match de rivalité dans la Big Ten Conference. La victoire d'Ohio State de 2010 a été annulée par la NCAA, cette équipe ayant aligné des joueurs non éligibles. En Big Ten, les deux programmes ont été membres de la même division (Leaders) jusqu'à l'expansion de la conférence en 2011 où elles ont été versées dans des divisions différentes. Depuis ils ne se rencontrent plus chaque année, bien qu'ils soient assurés de se rencontrer au moins une fois tous les quatre ans. L'Illinois a connu des succès mitigés dans cette rivalité, remportant notamment cinq victoires consécutives de 1988 à 1992, bien qu'ils n'aient pas battu Ohio State depuis 2007, année où Illinois avait battu Ohio State, numéro 1, en déplacement à Columbus.
- Boilermakers de Purdue

La rivalité avec Purdue est la plus ancienne de l'Illinois, leur première rencontre ayant eu lieu en 1890. L'Illinois a connu des succès variés, comme la victoire lors de 11 des 12 matchs joués entre 1900 et 1911 et les six victoires consécutives de 1988 à 1993.
Le Purdue Cannon est remis au gagnant de la rencontre jusqu'au prochain match. Tout a commencé en 1905, lorsqu'un groupe d'étudiants de Purdue a emporté le canon à Champaign dans l'espoir de le faire retentir pour célébrer la victoire des Boilermakers. Malgré la victoire de Purdue 29-0, des supporters d'Illinois, dont Quincy A. Hall, l'ont découvert dans un ponceau près du terrain et l'ont emporté avant que les étudiants de Purdue puissent commencer leur célébration. Hall le transporta ensuite dans sa ferme près de Milford, dans l'Illinois, où il survécut à un incendie et prit la poussière jusqu'à ce qu'il suggère de l'utiliser comme trophée lors des matchs de rivalité de football américain entre les deux universités lorsque la rivalité reprit en 1943 après 11 ans d'interruption. Le canon fut remis à la mi-temps aux directeurs sportifs des universités, Doug Mills et Guy Mackey. Avant que le canon ne devienne une tradition annuelle, Illinois menait la série 15-8-2. Le canon est aujourd'hui entretenu par le Tomahawk Service and Leadership Honorary de Purdue et l'Illini Pride.

## Traditions

### Marching Illini
Marching Illini est le nom de la fanfare officielle de l'université. Elle se compose d'environ 350 étudiants chaque année. Intégré au Collège des Beaux-Arts et de l'École de Musique, elle représente pratiquement toutes les disciplines et filières du campus d'Urbana-Champaign. Le groupe se produit principalement avant, pendant et après les matchs de football américain à domicile. Il donne également un concert en salle au Krannert Center for the Performing Arts, avec des effets de lumière spéciaux, des performances individuelles et de petits numéros comiques. Les Archives et le Centre de Musique Américaine de Sousa (en) abritent une collection d'enregistrements, de concerts et de séances d'enregistrement du groupe universitaire de 1940 à 1987. Le groupe a plusieurs traditions, telles que le show d'avant match, le Three-In-One, lIllinois Loyalty et lOskee Wow-Wow.

### Illinois Loyalty
L'Illinois Loyalty est le nom du chant principal de l'université. Créé le 3 mars 1906, il est l'un des plus anciens chants du genre aux États-Unis. Composé par Thacher Howland Guild, professeur de rhétorique et membre de la section de cornet solo de l'orchestre, il est généralement joué uniquement au début, à la mi-temps et à la fin des matchs de football américain en raison de sa longueur.
| « We're loyal to you, Illinois, We're Orange and Blue, Illinois; We'll back you to stand 'Gainst the best in the land, For we know you have sand, Illinois, Rah ! Rah ! So crack out that ball, Illinois, We're backing you all, Illinois, Our team is our fame−protector, On ! boys, for we expect a Victory from you, Illinois. Che-he, Che−ha, Che−ha−ha−ha ! Che−he, Che−ha, Che−ha−ha−ha ! Illinois ! Illinois ! Fling out that dear old flag of Orange and Blue Lead on your sons and daughters, fighting for you, Like men of old, on giants placing reliance, shouting defiance- Oskee wow−wow ! Amid the broad green fields that nourish our land, For honest Labor and for Learning we stand, And unto thee we pledge our heart and hand, Dear Alma Mater, Illinois. » |

### Oskee Wow-Wow
L'Oskee Wow-Wow est le nom du chant de combat officiel de l'université. Le plus souvent, il est joué « from the hold » au début du refrain, lorsque le « O » de « Oskee Wow-Wow » est tenu. Cette version est jouée après les premiers downs et les touchdowns au football américain, et avant les temps morts au basketball. Par coïncidence, les buzzers de presque toutes les arènes sonnent sur le même accord que le « hold ».
Pendant de nombreuses années, le groupe a commencé à jouer ce morceau « from the top » vers la fin de l'échauffement au basketball. Lorsqu'il est joué correctement, le « hold » est joué au même moment que le buzzer.
| Couplet 1 : « Old Princeton yells her tiger Wisconsin her varsity And they give the same old Rah ! Rah ! At each University But the yell that always thrills me And fills my heart with joy Is the good old Oskee wow-wow That they yell at Illinois. » Refrain : « Oskee-wow-wow Illinois Our eyes are all on you Oskee-wow-wow Illinois Wave your Orange and your blue Rah ! Rah ! When the team trots out before you Ev'ry man stand up and yell Back the team and give [nom de l'équpe adverse] Oskee-wow-wow Illinois. » Couplet 2 : « Teddy Roosevelt may be famous and his name you often hear But it's heroes on the football field Each college man holds dear We think with pride of Roberts Artie Hall and Heavy too Oskee wow-wow for the wearers Of the Orange and the Blue. » Refrain |

### Le criOskee Wow-Wow
Le cri Oskee Wow-Wow est un cri d'encouragement de l'université de l'Illinois, né en 1899. Il a été modifié en 1912 et 1916,.

## Palmarès autre sports
(en fin de saison 2024)

### Baseball
Le programme de baseball du Fighting Illini s'est qualifié à dix reprises pour le tournoi final de la NCAA, a été sacré champion de la Big Ten Conférence à 33 reprises et a été sacré champion du tour final de cette Bug Ten à quatre reprises, en 1989, 1990, 2000 et 2011.

### Basket-ball

#### Masculin
Le programme masculin de basket-ball  a remporté le championnat national en 1915, s'est qualifié à 5 reprises pour le tournoi final NCAA (en 1949, 1951, 1952, 1989 et 2005) , à remporté 17 titre de la conférence Big Ten et quatre titres du tournoi final de la Big Ten Tournament (en 2003, 2005, 2021 et 2024). En fin de saison 2023–2024, Illinois était historiquement classé, 13e au pourcentage de victoires et 13e au nombre de victoires des équipes de la NCAA Division I.

#### Féminin
Le programme féminin de basketball a commencé en 1974 et a remporté le championnat de la Big Ten en 1997 Big Ten. Il s'est qualifié à 8 reprises pour le tournoi final de la NCAA accédant à 2 reprises aux 8e de finales (en 1997 et 1998).

### Cross country

#### Masculin
Le programme de cross country masculin a remporté le championnat de la Big Ten en 1921, 1947 et 1984.

#### Féminin
Le programme de cross country féminin a commencé en 1977 et a remporté un championnat individuel en 2009.

### Golf

#### Masculin
Le programme de golf masculin joue ses matchs à domicile au Atkins Golf Club de l'université situé à cinq miles du campus. Il est dirigé par l'entraîneur principal Mike Small. Le Fighting Illini a remporté 18 championnats de la Big Ten et a été finaliste du championnat national de la division I de la NCAA en 2013, ce qui constitue la plus importante performance du programme. La saison 2014 était la troisième des quatre années où le programme s'est qualifié pour ce championnat regroupant les huit meilleurs équipes du pays.

#### Féminin
Le programme de golf féminin a débuté en 1975 et s'est qualifié à quatre reprises pour le tournoi final NCAA (en 2002, 2003, 2011 et 2012).

### Gymnastique

#### Masculin
L'équipe masculine de gymnastique a été invitée à 44 tournois NCAA et a remporté 10 championnats NCAA par équipes, ce qui la place au deuxième rang de tous les temps, après les 12 titres par équipes des Nittany Lions de Penn State. De plus, le Fighting Illini a remporté un record historique de 53 titres NCAA individuels. Ils organisent leurs compétitions au George Huff Hall, à Champaign, et s'entraînent au Kenney Gym, à Urbana.

#### Féminin
L'équipe de gymnastique féminine a commencé à jouer en 1974 et a remporté trois championnats de la conférence Big Ten en 1990, 1991 et 1992.

### Football (soccer)
L'équipe féminine de football a débuté en 1997. Elle a remporté deux championnats de la conférence Big Ten (2003 et 2011) et a participé à douze tournois NCAA en 2000, 2001, 2003, 2004, 2005, 2006, 2007, 2008, 2010, 2011, 2012 et 2013. Elle a également participé à quatre Sweet Sixteen  (⅛ de finales) en 2004, 2006, 2008 et 2013, et à une Elite Eight (¼ de finales) en 2004. Les Illini sont actuellement dirigées par Janet Rayfield, entraîneure principale depuis 2002.

### Softball
L'équipe de softball a commencé à jouer en 2000 et s'est qualifié à huit reprises pour le tournoi final NCAA en 2003, 2004, 2009, 2010, 2016, 2017, 2019 et 2022.

### Natation et plongeon
L'équipe féminine de natation et de plongeon a commencé en 1974. L'équipe a obtenu des titres individuels de la NCAA en 1983, 1984, 1985, 1988, 1989, 1990, 1991, 1992, 1995, 1997, 1998, 1999, 2000, 2001, 2002, 2003, 2004, 2005, 2006 et 2007.

### Tennis

#### Masculin
Le programme de tennis masculin a été fondé en 1908, mais n'a connu la plupart de ses succès que ces dernières années. Les Illini ont été l'un des programmes de tennis masculin les plus performants du pays au cours des vingt dernières saisons, remportant neuf championnats de la conférence Big Ten consécutifs de 1997 à 2005 et six des sept championnats du tournoi de la conférence Big Ten entre 1999 et 2005. Ils ont participé à quatorze reprises au Sweet Sixteen de la NCAA (⅛ de finales), dont huit années consécutives (2002-2009), se qualifiant pour trois Final Four de la NCAA entre 2003 et 2007 (½ finales) et remportant le championnat national de la NCAA en 2003.
Ils ont également remporté deux championnats nationaux en salle de l'ITA (2003, 2004)[15] et perdu en finale à trois autres reprises (1998, 1999, 2002).
L'équipe de tennis masculine de l'Illinois détient le record de la plus longue séquence de victoires consécutives de l'histoire de la NCAA avec 64 matchs, s'étendant de leur premier match de la saison 2002-2003 et se terminant par une défaite 4-2 contre l'UCLA en demi-finale du tournoi de tennis masculin de la NCAA 2004.

#### Féminin
L'équipe de tennis féminine a commencé à jouer en 1975 et a participé à 13 tournois NCAA (en 1996, 1997, 1999, 2000, 2001, 2003, 2004, 2008, 2009, 2010, 2012, 2018 et 2019).

### Athlétisme

#### Masculin
L'équipe masculine d'athlétisme en salle compte 20 titres de champion de la conférence Big Ten (1912, 1913, 1914, 1916, 1920, 1921, 1924, 1928, 1946, 1947, 1951, 1952, 1953, 1954, 1958, 1977, 1981, 1987, 1988, 1989).
Celle d'athlétisme en plein air, a été championne nationale NCAA en 1921, 1927[16], 1944, 1946 et 1947. Elle compte également 29 titres de champion de la Big Ten (1907, 1909, 1913, 1914, 1920, 1921, 1922, 1924, 1927, 1928, 1929, 1934, 1945, 1946, 1947, 1951, 1952 1953, 1954, 1958, 1959, 1960, 1975, 1977, 1987, 1988, 1989, 1994, 2015).

#### Féminin
L'équipe féminine d'athlétisme du Fighting Illini a commencé en 1976. Il a remporté cinq championnats de la Big Ten (1989, 1992, 1993, 1995 et 1996). L'équipe d'athlétisme en plein air a remporté le championnat national de l NCAA en 1970, et six championnats de la conférence Big Ten (1988, 1989, 1992, 1995, 2005 et 2007).

### Volley-ball
Le programme de volleyball féminin a débuté en 1974.
Depuis son arrivée au Huff Hall en provenance du Kenney Gym en 1990, l'équipe de volleyball de l'Illinois est restée dans le Top 10 du pays en termes d'affluence moyenne à domicile. En 2013, le programme a battu son précédent record d'affluence à domicile, avec une moyenne de 3 117 personnes par match. Le Kenney Gym a servi de terrain d'accueil initial de 1974 à la saison 1989. Depuis la création du programme de volleyball en 1974, les Fighting Illini ont connu plus de 30 saisons victorieuses.

### Lutte
Le programme est dirigé par Mike Poeta, finaliste à deux reprises en NCAA avec Illinois. Il a remplacé Jim Heffernan ayant pris sa retraite en 2021. Les athlètes se produisent au State Farm Center d'une capacité de 15 500 spectateurs après avoir occupé le Huff Hall depuis 1925.
Le programme compte :
- 18 titres de champions de la Big Ten : 1913, 1917, 1920, 1921, 1922, 1924, 1925, 1926, 1927, 1928, 1930, 1932, 1935, 1937, 1946, 1947, 1952, 2005 ;
- 24 champions nationaux de la NCAA, les plus récents étant Jesse Delgado (2013 et 2014) et Isaiah Martinez (2015 et 2016).

## Identité visuelle

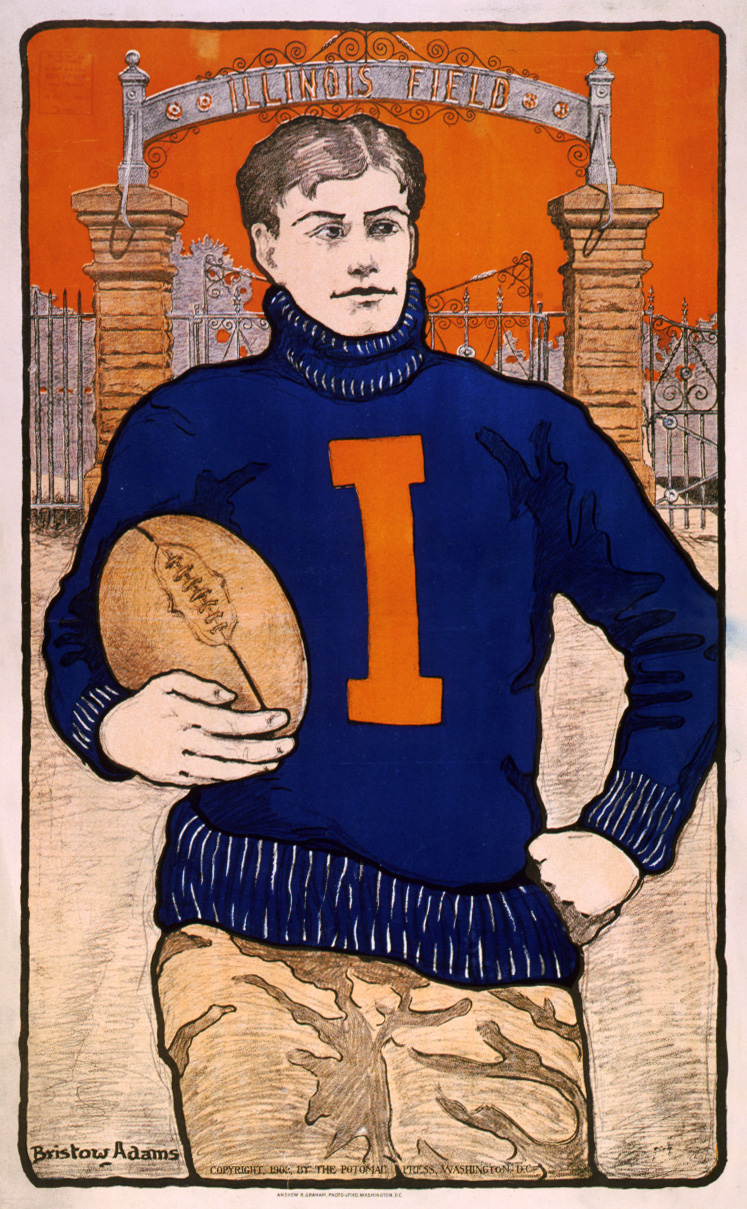
Un poster de l'illustrateur et journaliste Bristow Adams (en) de 1902 représentant un Fighting Illini.
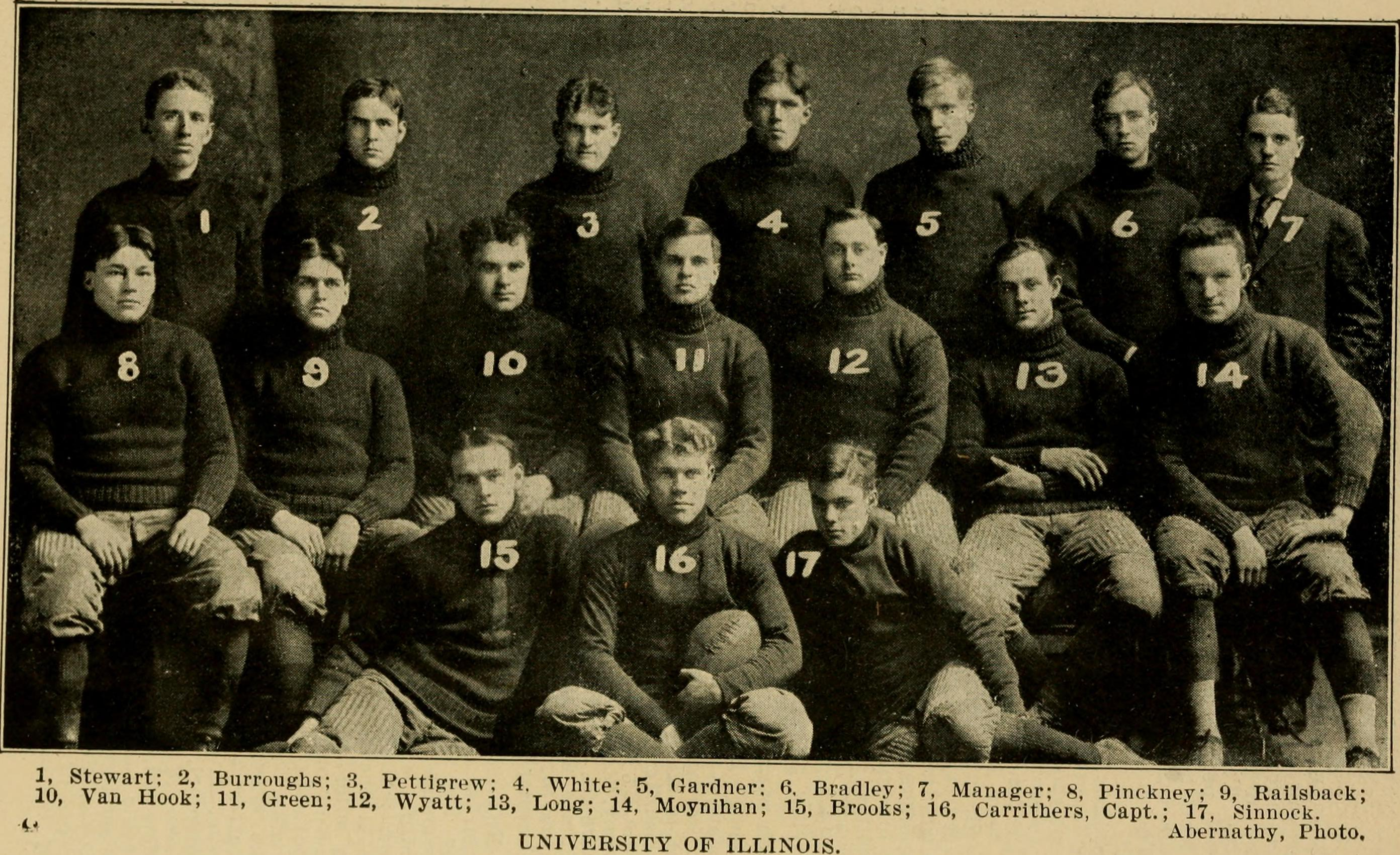
Revue de football américain de la NCAA de 1904, consacré à l'équipe d'Illinois. Ce guide était le livre officiel des règles et des records du football américain  universitaire.
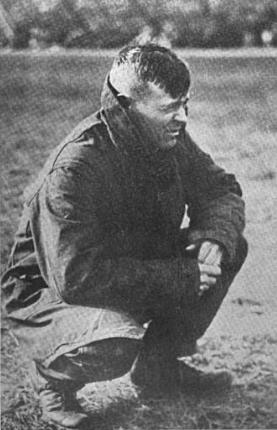
L'entraîneur Robert Zuppke (en) en 1920.
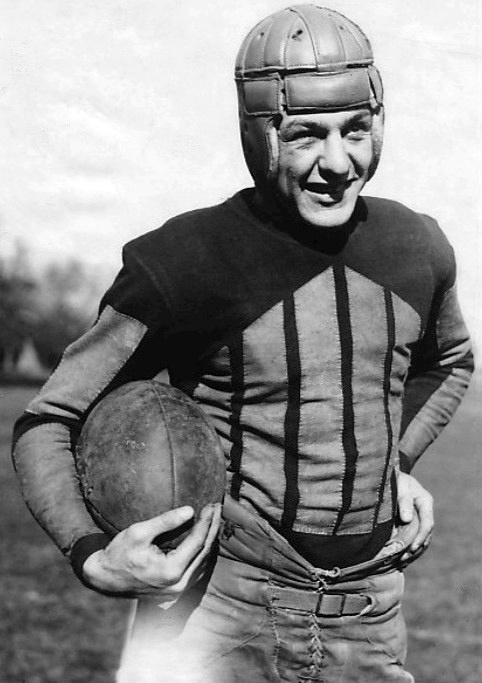
L'halfback Red Grange (surnommé le fantôme galopant) en 1923.
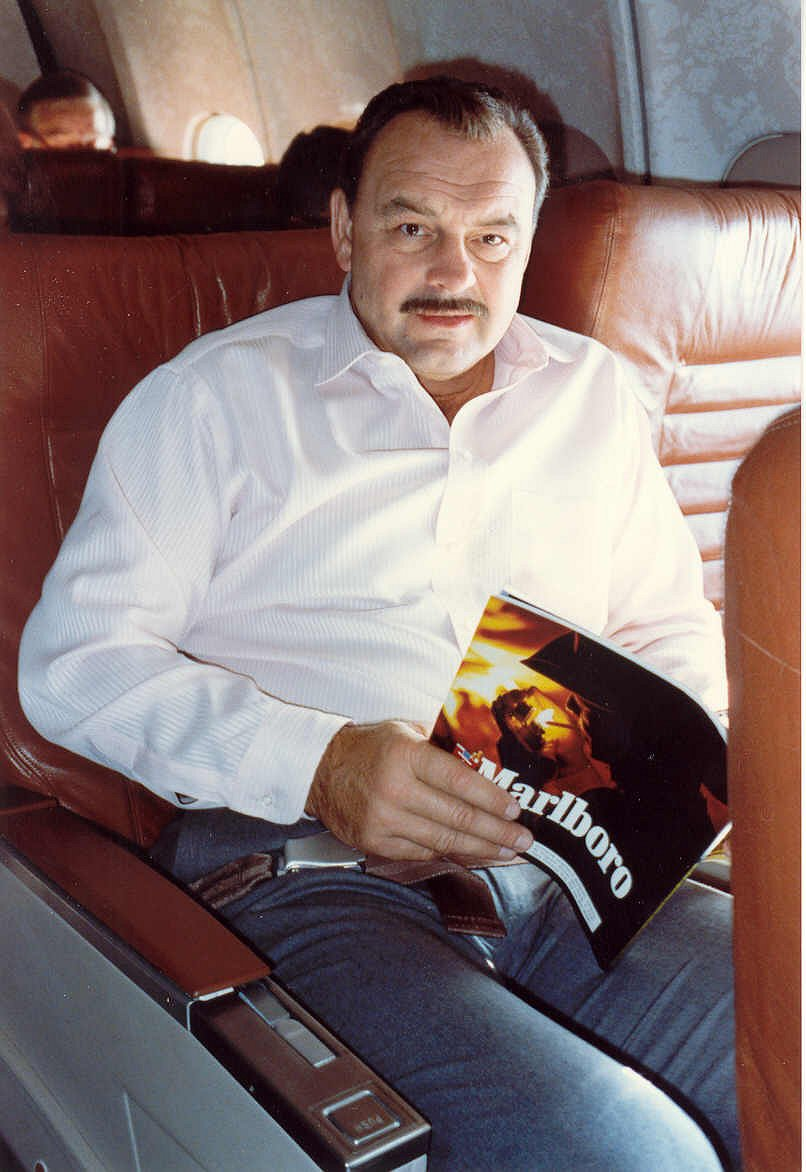
Le légendaire Dick Butkus en 1995.
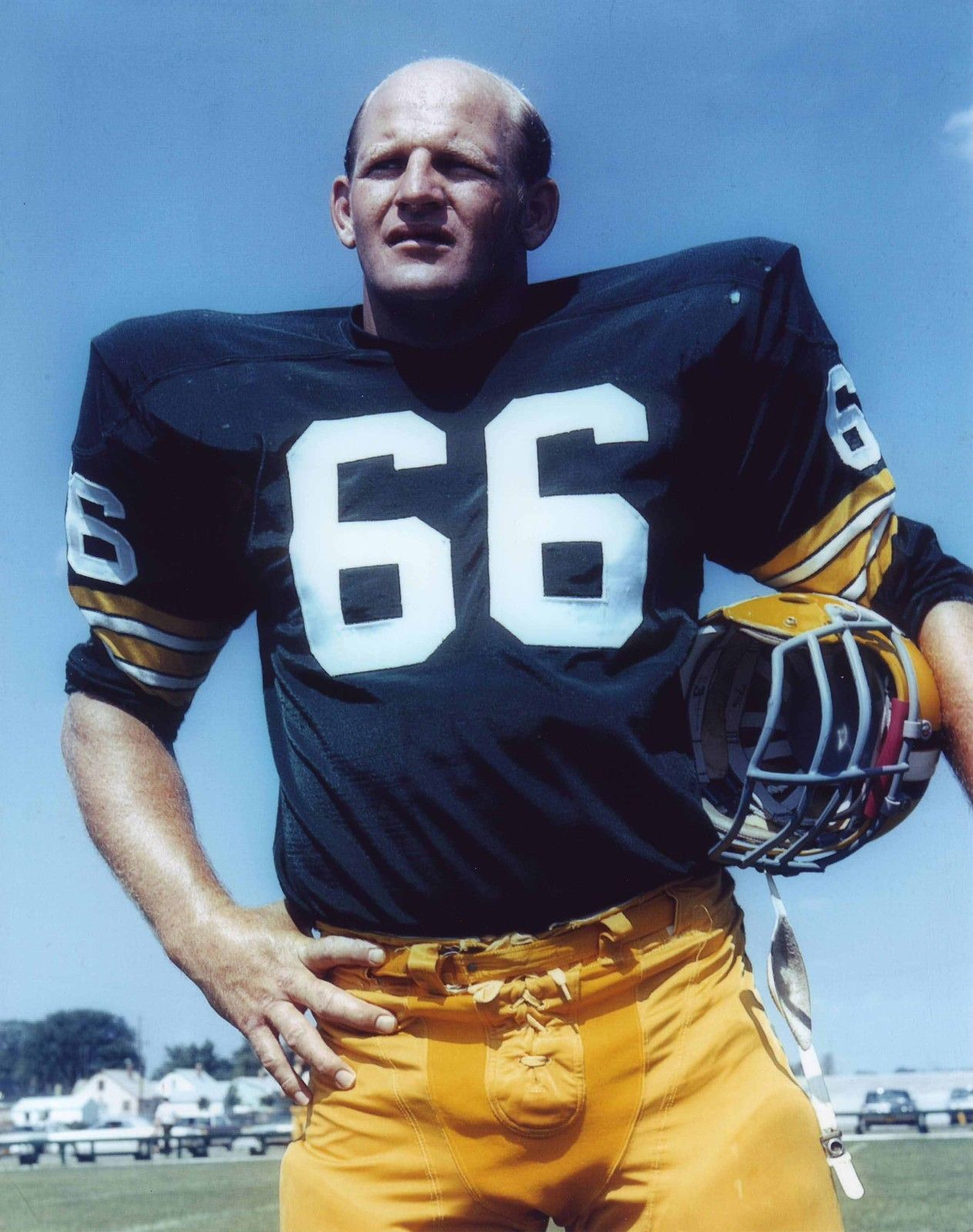
Le linebacker Ray Nitschke (1956–1957).
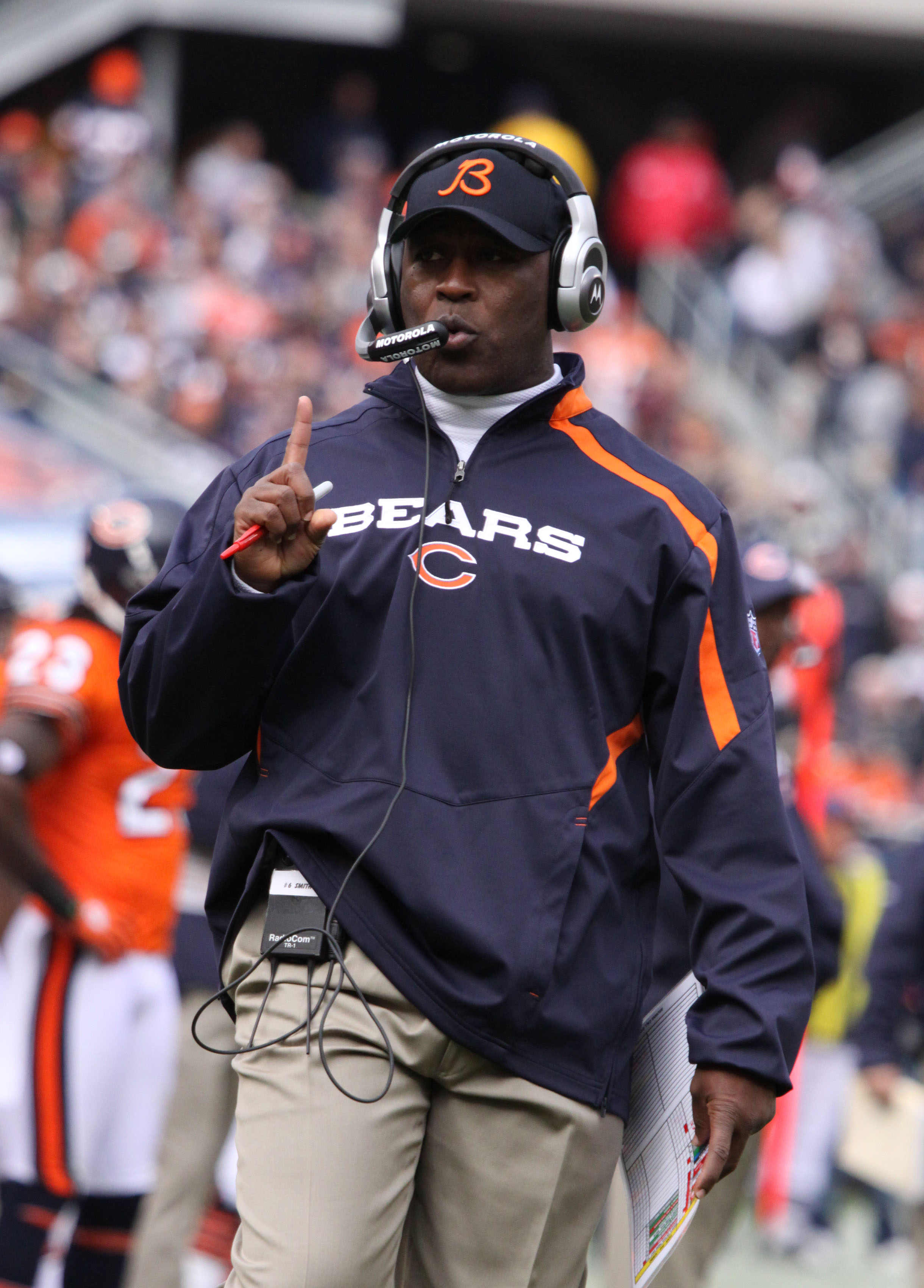
L'entraîneur principal Lovie Smith devenu entraîneur des Bears de Chicago.
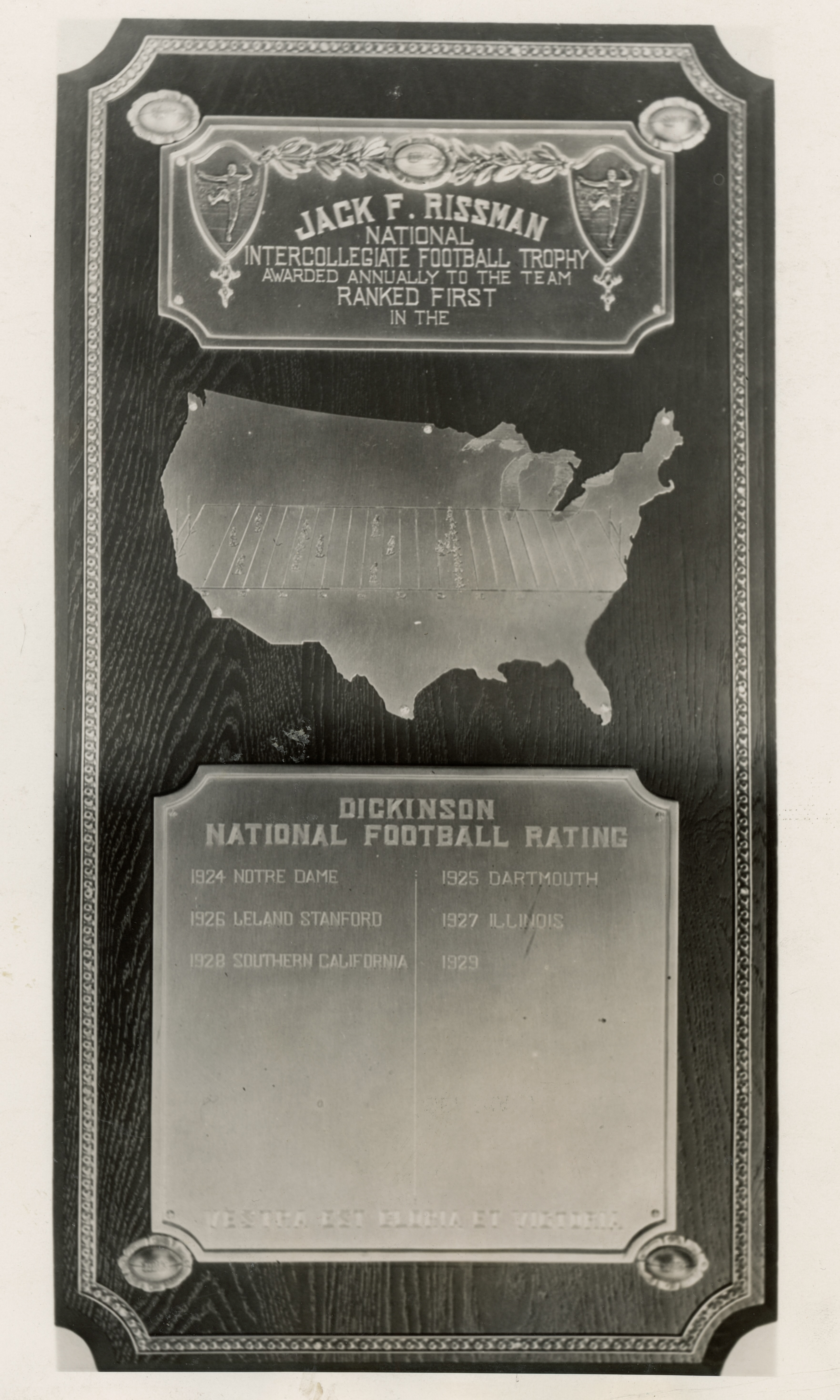
Trophée Jack F. Rissman décerné à l'Illinois en 1927, en tant que champion national du système Dickinson.
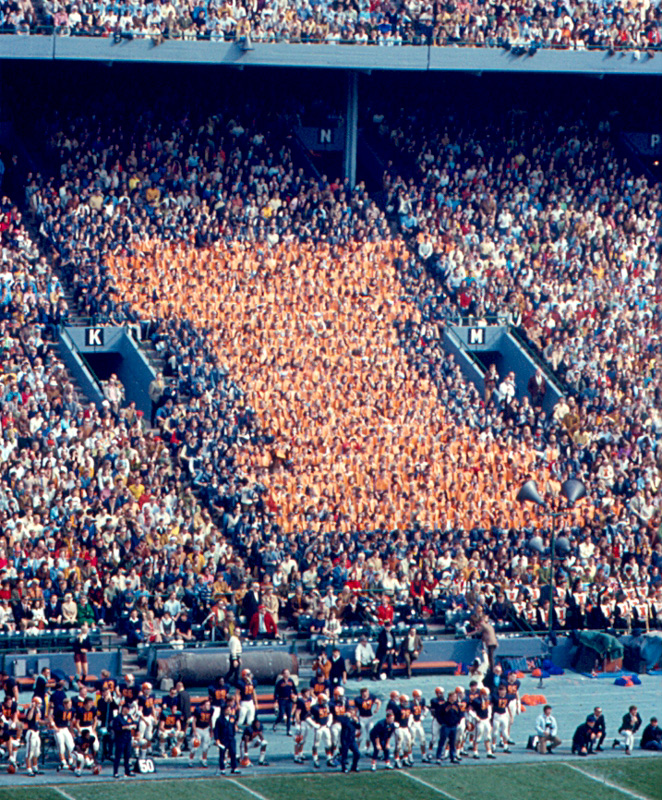
Étudiants de l'Illinois assis dans un « Bloc I » lors d'un match de 1970 au Memorial Stadium.
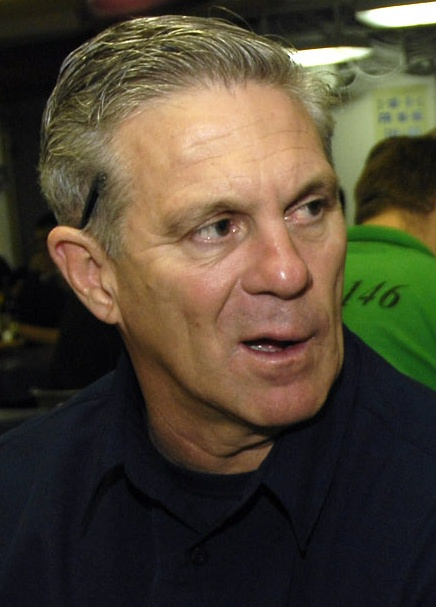
L'entraîneur principal Ron Zook (en) en 2008.
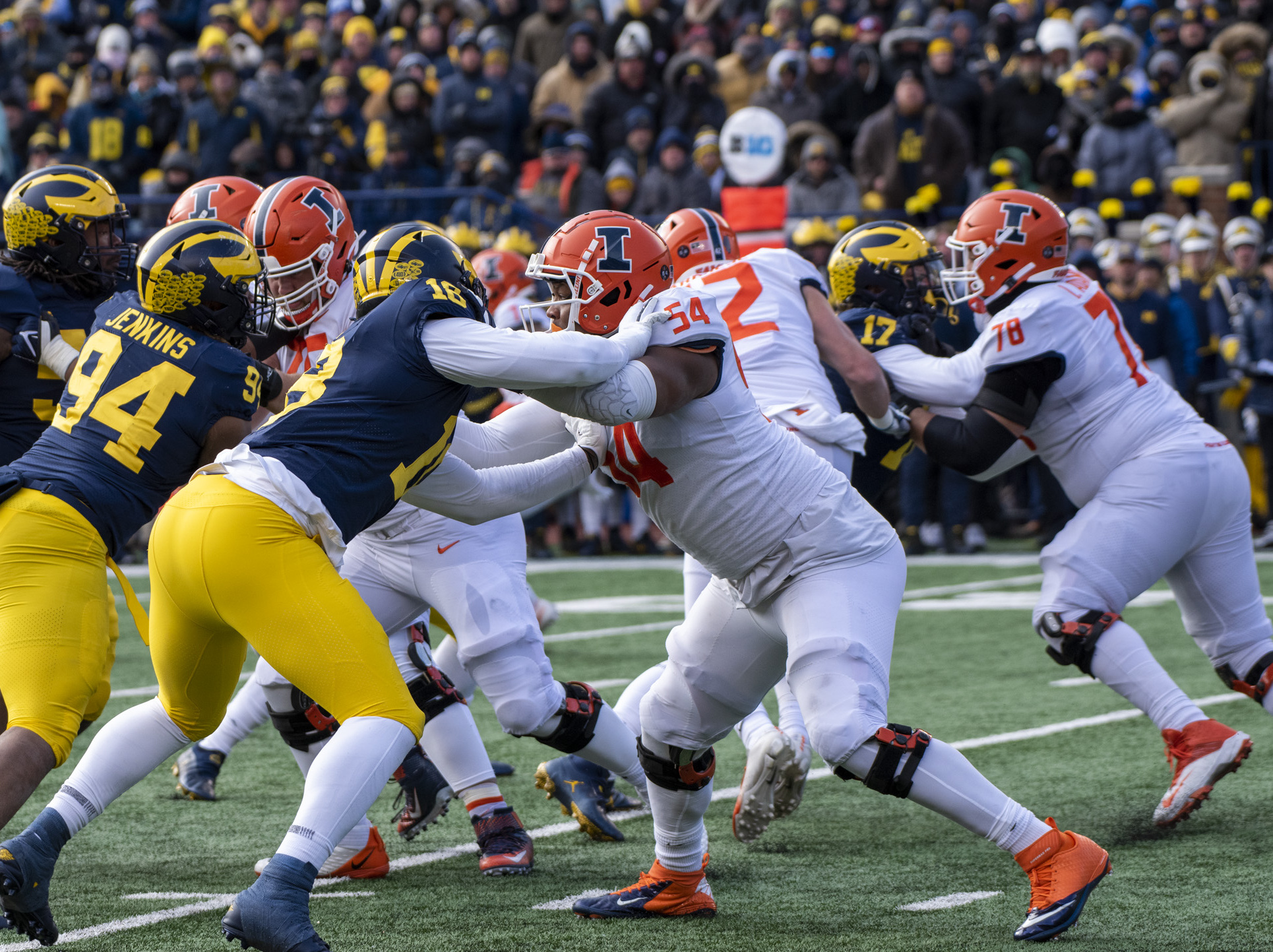
La ligne offensive contre Michigan en 2022.
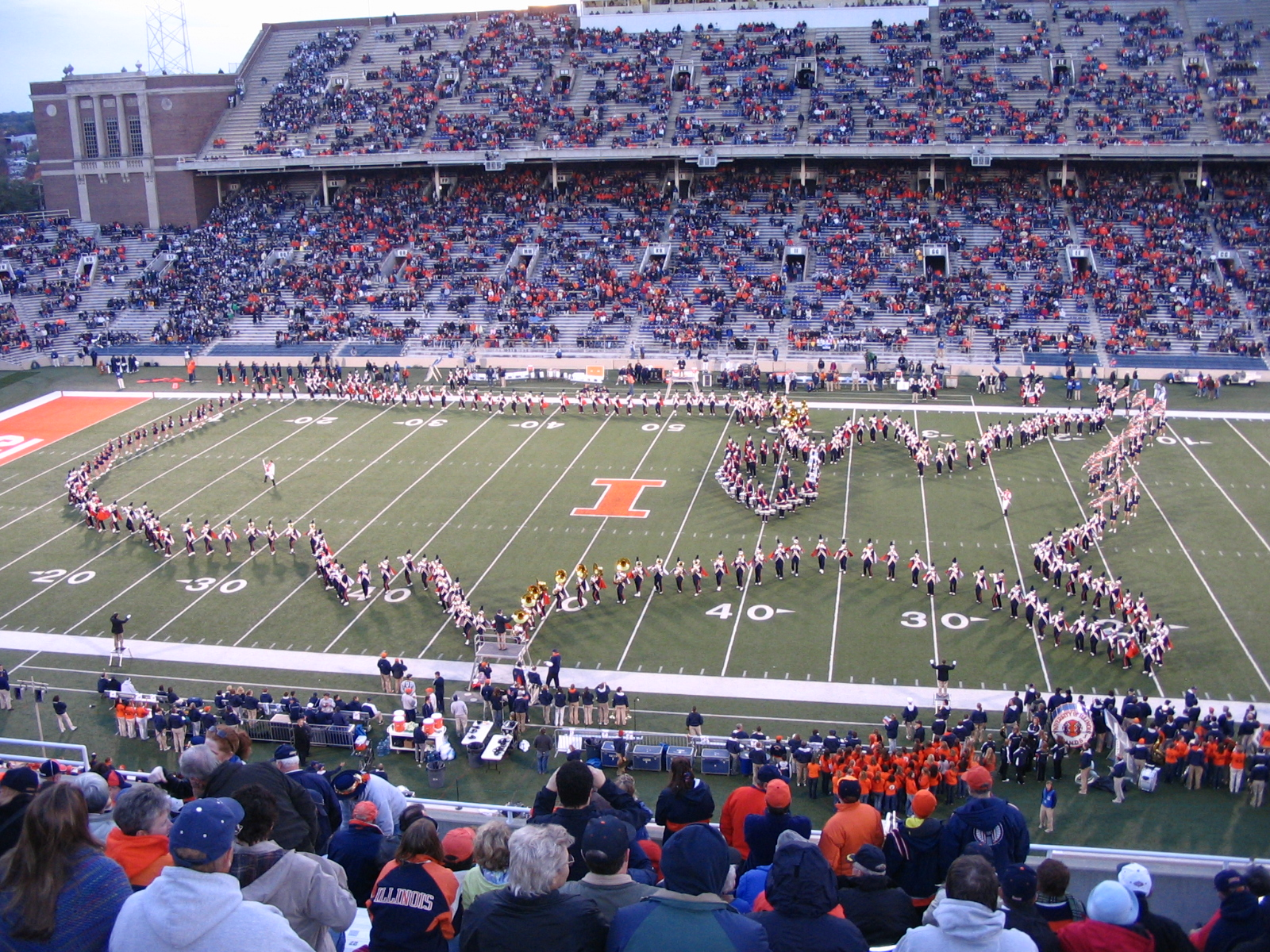
La fanfare en représentation le 22 octobre 2002.

Un ancien logo.
Wordmark du Fighting Illini de l'Illinois.
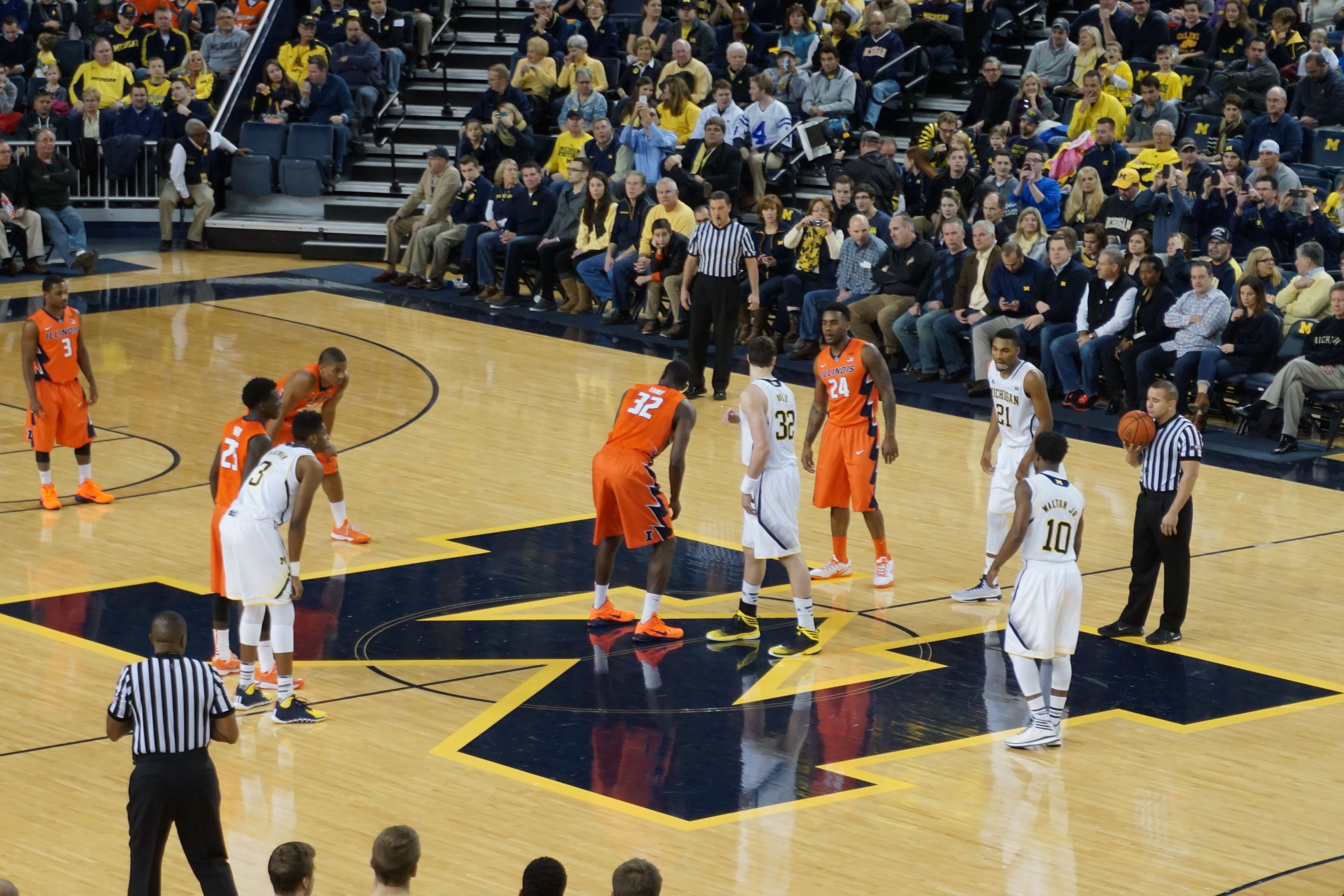
Match de basket-ball Illinois contre Michigan en 2014.
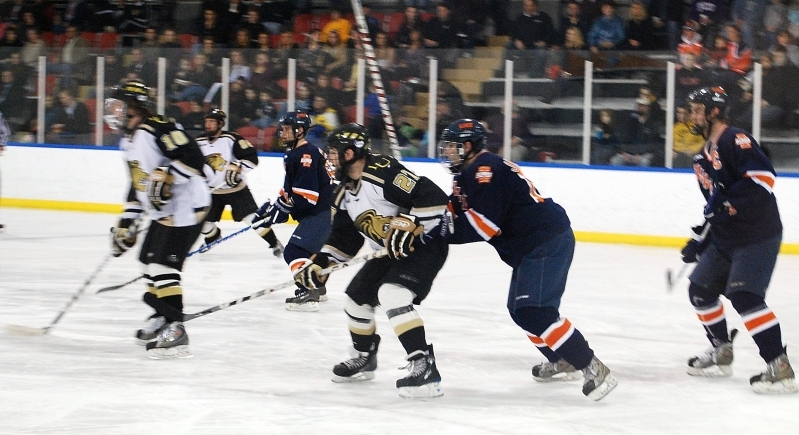
Match de hockey sur glace masculin, Illinois (en noir) contre Lindenwood en 2010.
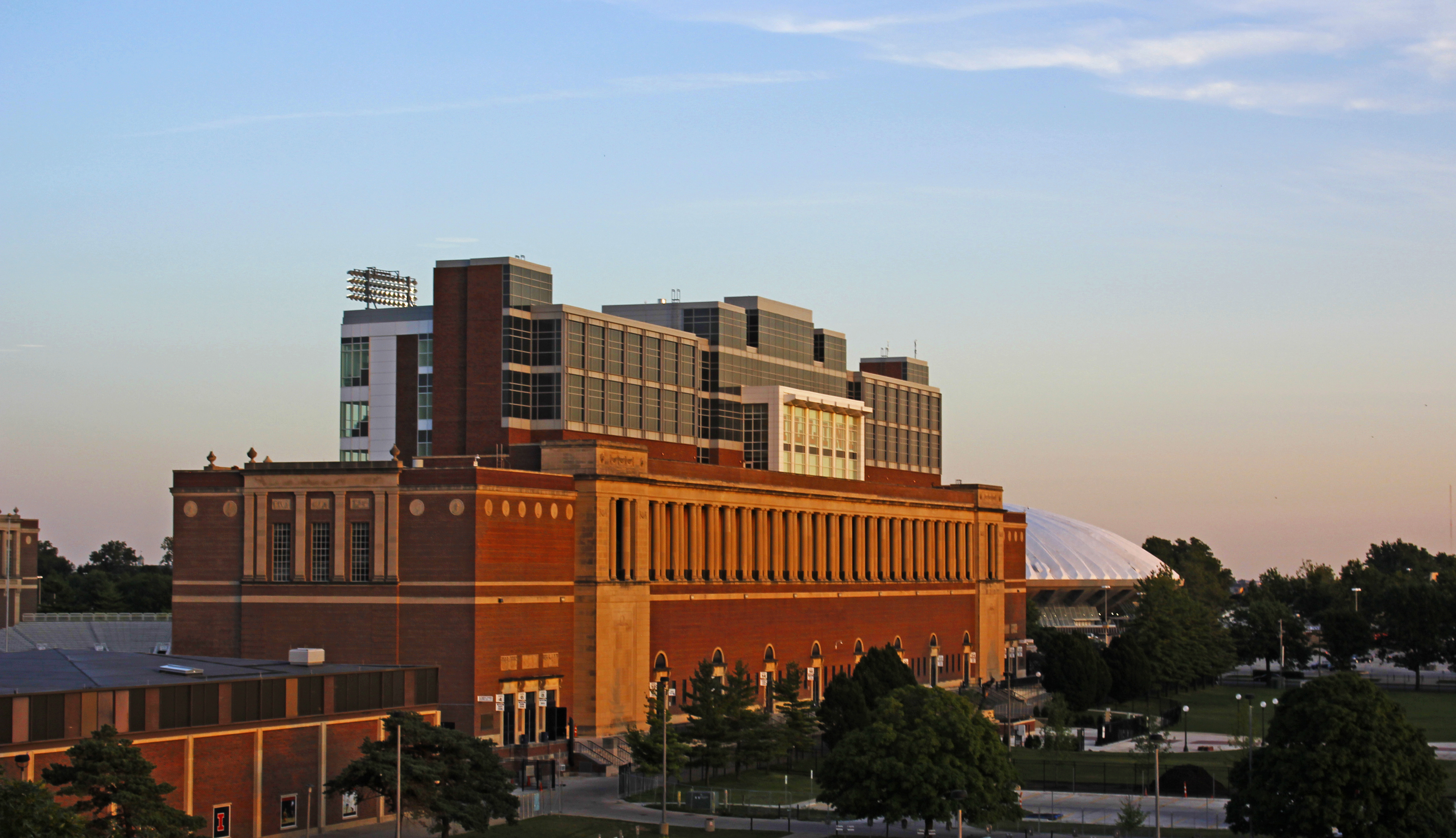
Le Memorial Stadium avec le State Farm Center en arrière-plan.
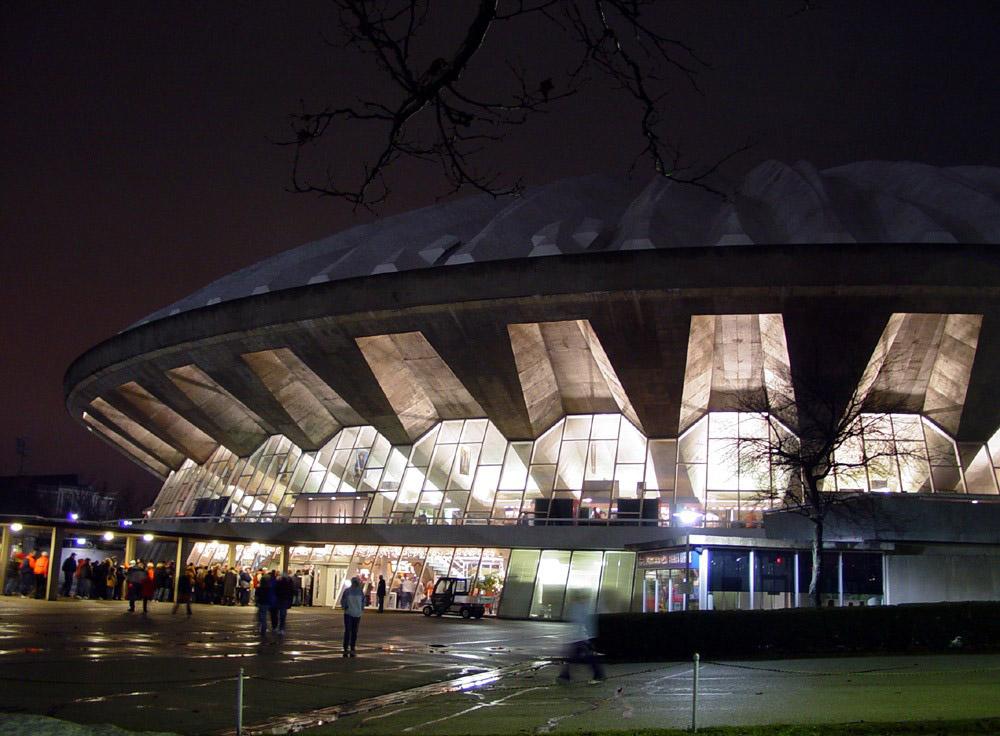
Le State Farm Center.